# Bruce Beresford
Bruce Beresford (Paddington, Sídney, Nueva Gales del Sur, 16 de agosto de 1939) es un director de cine, productor cinematográfico y guionista australiano.

## Biografía
Beresford nació en Paddington (Nueva Gales del Sur), cerca de Sídney, hijo de Leslie y Lona Beresford. Fue criado en el suburbio de Toongabbie y asistió a The King's School. En 1962, Beresford se mudó a Inglaterra, pero no logró conseguir trabajo en la industria cinematográfica, por lo que aceptó un trabajo como editor cinematográfico en Nigeria, en donde trabajó por dos años. 
Beresford fue aclamado críticamente por su trabajo en el filme Breaker Morant en 1980, por el cual recibió una nominación al Óscar al mejor guion adaptado. Luego del éxito de esta película, Beresford recibió varias ofertas de Hollywood. Beresford decidió dirigir Tender Mercies, la cual fue protagonizada por Robert Duvall y fue estrenada en 1983. Beresford recibió una nominación al Óscar al mejor director.
En agosto de 2007, Beresford publicó una memoria titulada Josh Hartnett Definitely Wants To Do This... True Stories From A Life In The Screen Trade. Además de su trabajo cinematográfico, Beresford también ha dirigido varias obras de teatro y óperas, incluyendo una producción de la Melbourne Theatre Company de Moonlight and Magnolias en 2009.

## Filmografía
- Peace, Love & Misunderstanding (2012)
- Mao's Last Dancer (2009)
- The Contract (2006)
- And Starring Pancho Villa as Himself (2003, telefilme)
- Evelyn (2003)
- Bride of the Wind (2001)
- Double jeopardy (1999)
- Sydney - A Story of a City (1999)
- Paradise Road (1997)
- Last Dance (1996)
- Silent Fall (1994)
- Un buen hombre en África (1994)
- Rich in Love (1992)
- Black Robe (1991)
- Mister Johnson (1990)
- Driving Miss Daisy (1989)
- Her Alibi (1989)
- Aria (1987)
- Crímenes del corazón (1986)
- The Fringe Dwellers (1986)
- King David (1985)
- Tender Mercies (1983)
- Puberty Blues (1981)
- The Club (1980)
- Breaker Morant (1980)
- Money Movers (1978)
- The Getting of Wisdom (1978)
- Don's Party (1976)
- Side by Side (1975)
- Barry McKenzie Holds His Own (1974)
- The Adventures of Barry McKenzie (1972)

## Premios y distinciones
Premios Óscar
| Año  | Categoría            | Película          | Resultado |
| ---- | -------------------- | ----------------- | --------- |
| 1981 | Mejor guion adaptado | Breaker Morant    | Nominado  |
| 1984 | Mejor Director       | Gracias y favores | Nominado  |